# Orde van Vrije Weefsters Vinculum Verum
De Orde van Vrije Weefsters Vinculum Verum is een Nederlandse vrouwelijke vrijmetselaarsloge, opgericht in 2001.
De Orde werd opgericht als afsplitsing van de Orde van Weefsters Vita Feminea Textura. De loge Anabasis uit Dordrecht en een groot aantal vrouwen uit andere loges van VFT konden zich niet vinden in de piramidale structuur van de Orde van Weefsters en vormden, met behoud van de oorspronkelijke ritus, een nieuwe orde. Deze wordt gekenmerkt door een horizontale organisatiestructuur en gelijkwaardigheid van alle leden. De orde heeft leden uit Oost-, Midden- en Zuid-Nederland en komt eenmaal in de twee weken op donderdagavond bijeen in Almelo. Door de spreiding van haar leden vinden inwijdingen plaats op zaterdag.